# Glossanodon australis
Glossanodon australis és una espècie de peix pertanyent a la família dels argentínids.

## Descripció
- Pot arribar a fer 19,1 cm de llargària màxima.[5][6]

## Hàbitat
És un peix marí, demersal i de clima temperat que viu entre 140 i 331 m de fondària.

## Distribució geogràfica
Es troba al Pacífic sud-occidental: davant les costes de l'est d'Austràlia, incloent-hi el mar de Tasmània.

## Observacions
És inofensiu per als humans.